# Centreville (Alabama)
Centreville és una població dels Estats Units a l'estat d'Alabama. Segons el cens del 2000 tenia 2.466 habitants.

## Demografia
Segons el cens del 2000, Centreville tenia 2.466 habitants, 953 habitatges, i 684 famílies. La densitat de població era de 99,8 habitants/km².
Dels 953 habitatges en un 31,7% hi vivien nens de menys de 18 anys, en un 52,3% hi vivien parelles casades, en un 15,4% dones solteres, i en un 28,2% no eren unitats familiars. En el 26,3% dels habitatges hi vivien persones soles el 15% de les quals corresponia a persones de 65 anys o més que vivien soles. El nombre mitjà de persones vivint en cada habitatge era de 2,48 i el nombre mitjà de persones que vivien en cada família era de 2,98.
Per edats la població es repartia de la següent manera: un 24,6% tenia menys de 18 anys, un 8,5% entre 18 i 24, un 24,9% entre 25 i 44, un 24,2% de 45 a 60 i un 17,8% 65 anys o més.
L'edat mediana era de 39 anys. Per cada 100 dones hi havia 87,1 homes. Per cada 100 dones de 18 o més anys hi havia 81,8 homes.
La renda mediana per habitatge era de 31.842 $ i la renda mediana per família de 43.309 $. Els homes tenien una renda mediana de 32.250 $ mentre que les dones 21.654 $. La renda per capita de la població era de 15.449 $. Aproximadament el 14% de les famílies i el 19,4% de la població estaven per davall del llindar de pobresa.

## Poblacions properes
El següent diagrama mostra les poblacions més properes.